# Cryptelytrops erythrurus
Cryptelytrops erythrurus är en ormart som beskrevs av Cantor 1839. Cryptelytrops erythrurus ingår i släktet Cryptelytrops och familjen huggormar. IUCN kategoriserar arten globalt som livskraftig. Inga underarter finns listade i Catalogue of Life.
Enligt Reptile Database ingår arten i släktet palmhuggormar (Trimeresurus).
Artens utbredningsområde är nordöstra Indien, Bangladesh och västra Myanmar. Den vistas där i låglandet och i kulliga områden upp till 200 meter över havet. Cryptelytrops erythrurus lever i fuktiga skogar. Honor lägger inga ägg utan föder levande ungar.